# Epimeria monodon
Epimeria monodon is een vlokreeftensoort uit de familie van de Epimeriidae. De wetenschappelijke naam van de soort is voor het eerst geldig gepubliceerd in 1947 door Stephensen.